# Ono (Fukushima)
Ono (jap. 小野町 Ono-machi) – miasto w Japonii, na wyspie Honsiu, w prefekturze Fukushima. Według danych na rok 2020 miejscowość zamieszkiwało 9 471 mieszkańców , a gęstość zaludnienia wyniosła 75,7 os./km².